# Sân bay Quy Nhơn
Sân bay Quy Nhơn là một sân bay từng được sử dụng cho mục đích quân sự và dân sự ở Quy Nhơn, tỉnh Bình Định trong thời gian chiến tranh Việt Nam. Hiện nay, sân bay hoàn toàn không còn dấu tích. Vị trí của sân bay trước đây, nay đã được xây dựng thành đường phố lớn và khu trung tâm thương mại của thành phố Quy Nhơn.

## Lịch sử
Khởi đầu là một sân bay nhỏ, sân bay Quy Nhơn dưới thời Việt Nam Cộng hòa đã được phát triển thêm để trở thành một sân bay cỡ trung, phục vụ cho cả nhu cầu dân sự và quân sự. Sân bay tọa lạc ven biển, gần thị xã Quy Nhơn, với hai đường băng:
- Đường băng chính: dài khoảng 1300m, rộng khoảng 40m
- Đường băng phụ: dài khoảng 700m, rộng khoảng 30m

Nhà ga sân bay được xây dựng ở phía bắc đường băng chính. Sân bay đã thuộc quản lý của Hãng Hàng không Việt Nam Cộng Hòa.

## Hoạt động
Thập niên 1960, sân bay Quy Nhơn hoạt động khá tấp nập, tuy nhiên chủ yếu phục vụ cho hoạt động quân sự. Về dân sự, có các tuyến bay:
- Quy Nhơn-Sài Gòn
- Quy Nhơn-Đà Nẵng
- Quy Nhơn-Huế
- Quy Nhơn-Đà Lạt
- Quy Nhơn-Buôn Ma Thuột

## Trở thành khu đô thị sầm uất
Sau năm 1975, cũng như tình trạng chung của các sân bay tại miền Trung, sân bay Quy Nhơn chỉ hoạt động cầm chừng do không được tổ chức, chủ yếu phục vụ công tác quốc phòng. Một thời gian sau, sân bay ngừng hoạt động và bỏ hoang. Các hoạt động hàng không dân sự được chuyển về sân bay Nha Trang và sân bay Đà Nẵng. Sân bay quân sự được chuyển về sân bay Phù Cát.
Khi thị xã Quy Nhơn được quy hoạch trở thành thành phố Quy Nhơn, khu vực sân bay Quy Nhơn cũng được chuyển sang cho mục đích dân sự. Khu vực đường băng chính được xây dựng thành đại lộ Nguyễn Tất Thành, con đường đẹp nhất Quy Nhơn. Khu vực các cơ sở hạ tầng của sân bay được xây dựng thành công viên cây xanh và khu trung tâm thương mại của thành phố Quy Nhơn.